# 브록 레스너
브록 레스너(Brock Lesnar, 1977년 7월 12일 - )는 미국의 프로레슬러이자, 종합격투기 선수다.

## 미식축구 경력
2004년 WWE를 떠난 후 미식축구 팀인 미네소타 바이킹스에 입단하여 수비포지션인 디펜시브 라인맨으로서 1년간 활동했다.

## 종합격투기 경력
K-1 다이너마이트 미국 무대에 처음 출전하여 김민수를 저돌적으로 그라운드로 끌고 가서 파운딩으로 때리다가 김민수가 탭 아웃을 하여 첫 승을 따낸다. 2008년 2월에는 UFC 81로 데뷔하여 프랭크 미어와 대결했으나 니바를 당해 서브미션으로 패했다. 8월에는 UFC 87에서 히스 헤링과 붙어서 3R까지 접전을 펼치면서 결국 전원 일치 판정승으로 재기에 성공한다. 그리고 종합 데뷔 전에 보유한 아마추어 레슬링 전적은 111전 106승 5패로 아주 탁월한 전적을 보유했다. UFC 91에서 챔피언인 랜디 커투어를 꺾고 챔피언이 된 후 헤비급 잠정 타이틀을 보유한 프랭크 미어에게 복수전을 성공하며 UFC헤비급 통합 챔피언이된다. UFC 116에서 셰인 카윈에게 승리하여 1차타이틀 방어전을 성공한다. 하지만 UFC 121에서 케인 벨라스케즈에게 패하며 헤비급 타이틀을 내주게 된다. 이후 지병인 게실염이 재발해 2011년 5월 27일 대장을 30cm나 절제하는 큰 수술을 받았다. 재활 후 UFC 141에서 알리스타 오브레임과 복귀전을 갖지만 1라운드 TKO 패를 당한 후 링 인터뷰에서 UFC에서의 은퇴를 공식적으로 선언했다. 2016년 7월 6일 진행되었던 UFC 200에서 마크 헌트랑 복귀전을 치르면서 (2대1) 판정승을 거뒀지만 결국 무효 처리가 되었다. 그러나 2017년 2월 종합격투기에서 은퇴를 했다. 그럼에도 불구하고 2018년 7월 UFC 226에서 잠깐 복귀된다.

## 종합격투기 전적
| 프로 종합격투기 전적 | 프로 종합격투기 전적 | 프로 종합격투기 전적 | 프로 종합격투기 전적 | 프로 종합격투기 전적 | 프로 종합격투기 전적 | 프로 종합격투기 전적 | 프로 종합격투기 전적 |
| -------------------- | -------------------- | -------------------- | -------------------- | -------------------- | -------------------- | -------------------- | -------------------- |
| 9 시합               | (T)KO                | 항복                 | 판정                 | 실격                 | 그 밖                | 비김                 | 무효                 |
| 5 승                 | 2                    | 2                    | 1                    | 0                    | 0                    | 0                    | 1                    |
| 3 패                 | 2                    | 1                    | 0                    | 0                    | 0                    | 0                    | 1                    |

| 승패 | 누적 전적 | 상대              | 승패 결정 방식            | 대회                                          | 개최 날짜        | 라운드 | 경기 시간 | 장소                           | 특이 사항                                                    |
| ---- | --------- | ----------------- | ------------------------- | --------------------------------------------- | ---------------- | ------ | --------- | ------------------------------ | ------------------------------------------------------------ |
| 무효 | 5–3 (1)   | 마크 헌트         | 무효(뒤집힘)              | UFC 200                                       | 2016년 7월 9일   | 3      | 5:00      | 미국 네바다주 라스베이거스     | 원래 경기 브록 레스너 2:1 판정승, 브록 레스너 약물 검출 징계 |
| 패   | 5–3       | 알리스터 오버레임 | TKO (몸통에 발차기, 펀치) | UFC 141 레스너 대 오버레임                    | 2011년 12월 30일 | 1      | 2:26      | 미국 네바다주 라스베이거스     | 경기 후 UFC에서의 은퇴를 선언                                |
| 패   | 5–2       | 케인 벨라스케즈   | TKO (펀치)                | UFC 121 레스너 대 벨라스케즈                  | 2010년 10월 23일 | 1      | 4:12      | 미국 캘리포니아주 애너하임     | UFC 헤비급 챔피언십 뺏김                                     |
| 승   | 5–1       | 셰인 카윈         | 항복 (암 트라이앵글 초크) | UFC 116 레스너 대 카윈                        | 2010년 7월 3일   | 2      | 2:19      | 미국 네바다주 라스베이거스     | UFC 헤비급 챔피언십 방어; 오늘의 서브미션                    |
| 승   | 4–1       | 프랭크 미어       | TKO (펀치)                | UFC 100 레스너 대 미어                        | 2009년 7월 11일  | 2      | 1:48      | 미국 네바다주 라스베이거스     | UFC 헤비급 챔피언십 방어                                     |
| 승   | 3–1       | 랜디 커투어       | TKO (펀치)                | UFC 91 커투어 대 레스너                       | 2008년 11월 15일 | 2      | 3:07      | 미국 네바다주 라스베이거스     | UFC 헤비급 챔피언십 우승.                                    |
| 승   | 2–1       | 히스 헤링         | 판정 (전원일치)           | UFC 87 시크 앤드 디스트로이(Seek and Destroy) | 2008년 8월 9일   | 3      | 5:00      | 미국 미네소타주 미네아폴리스   |                                                              |
| 패   | 1–1       | 프랭크 미어       | 항복 (니바)               | UFC 81 브레이킹 포인트                        | 2008년 2월 2일   | 1      | 1:30      | 미국 네바다주 라스베이거스     |                                                              |
| 승   | 1–0       | 김민수            | 항복 (펀치)               | K-1 다이너마이트 USA 2007                     | 2007년 6월 2일   | 1      | 1:09      | 미국 캘리포니아주 로스앤젤레스 |                                                              |

## 수상
- WWE 챔피언 7회
- WWE 유니버셜 챔피언 3회
- WWE 킹 오브 더 링 2002 우승
- 로얄 럼블 우승 (2003, 2022)
- 2019 머니 인 더 뱅크 우승
- IWGP 헤비웨이트 챔피언
- IWGP 헤비웨이트 챔피언(IGF)
- UFC 헤비웨이트 챔피언
- NCAA 헤비웨이트 챔피언
- OVW 남부 태그팀 챔피언 3회 (셸턴 벤저민)